# Renee Tajima-Peña
Renee Tajima-Peña (nascuda el 1958) és una cineasta nord-americana el treball de la qual se centra en les comunitats d'immigrants, la raça, el gènere i la justícia social. Els seus crèdits de direcció i producció inclouen els documentals Who Killed Vincent Chin?, No más bebés, My America...or Honk if You Love Buddha, Calavera Highway, Skate Manzanar, Labor Women i la docuserie de 5 parts Asian Americans.

## Biografia
Tajima-Peña va assistir a la John Muir High School a Pasadena, Califòrnia, i més tard va rebre la seva llicenciatura cum laude del Radcliffe College de la Universitat Harvard, on es va especialitzar en Estudis d'Àsia Oriental i sociologia. Mentre estava a Harvard, va ser copresidenta del Front Unit contra l'Apartheid.
Tajima-Peña s'ha implicat profundament a la comunitat asiàtica-americana de cinema independent com a activista, escriptor i cineasta. Va ser la primera directora pagada a Asian Cine-Vision a Nova York i membre fundadora del Center for Asian American Media (abans National Asian American Telecommunications Association) i A-Doc the Asian American Documentary Network. També va fundar el Asian American International Video Festival. A més, va ser crítica de cinema de The Village Voice, comentarista cultural de National Public Radio, i l'editor de Bridge: Asian American Perspectives.

## Activisme
Tajima-Peña va començar a fer cinema per desig d'activisme i expressió política. Va créixer a la dècada de 1970, va estar molt influenciada pel moviment asiàtic-americà, el moviment pels drets civils i altres. Més tard, Tajima-Peña va dirigir el seu interès cap al cinema de canvi social.

## Carrera docent
El 2013, Tajima-Peña va ser nomenada professora d'estudis asiàtic-americans i la Càtedra dotada d'antics alumnes i amics de l'ascendència japonesa estatunidenca a la UCLA. També dirigeix el Center for EthnoCommunications at UCLA, allotjat al Asian American Studies Center amb un component docent al Departament d'Estudis Asiàtico-Americans. Abans d'UCLA, ella va ser professora de cinema i mitjans digitals a la Universitat de Califòrnia a Santa Cruz on va posar en marxa el Programa de Postgrau en Documentació Social.

## Premis
La pel·lícula de Tajima-Peña "Who Killed Vincent Chin" (1987), va ser nominada a un Oscar al millor documental. Els seus altres honors inclouen una beca Guggenheim, un Premi Peabody, un Alfred I. duPont-Columbia University Award, el Alpert Award for Film/Video, el Premi James Wong Howe "Jimmie", el Premi Justícia en Acció i dos premis a l'èxit de l'Associació Internacional de Documentals (un de compartit), el Premi Media Achievement de MANAA, el Premi Steve Tatsukawa Memorial i el Premi APEX Excellence in the Arts. Ha guanyat dues vegades beques en cinema documental tant de la Fundació Rockefeller com de la Fundació de les Arts de Nova York.
Les seves pel·lícules s'han projectat al Festival de Cinema de Canes, Festival de Cinema de Londres, Museum of Modern Art, New Directors/New Films Festival, Redcat, Festival Internacional de Cinema de San Francisco, Festival de Cinema de Sundance, SXSW, Festival Internacional de Cinema de Toronto i la Biennal del Whitney Museum of American Art.
Els seus documentals s'han emès a tot el món, com ara BBC, CBC Canada, SBS Australia, Fujisankei, Tokyo Broadcasting System, VPRO Netherlands, ZDF Germany, ABC, Home Box Office, Oxygen, Lifetime Television, Sundance Channel i PBS. El 2009 va guanyar un Fellow Award de United States Artists.

## Filmografia seleccionada
- "Asian Americans" docusèrie de la PBS (productor de la sèrie)
- "No Más Bebés" (director, productor)
- "Whatever It Takes" (productor executiu)
- "Calavera Highway" (director, productor, guionista)
- "The New Americans: Mexico Story" (PBS)
- "My Journey Home" (productor executiu, director)
- "Skate Manzanar" (director, director de fotografia)
- "Labor Women" (productor, director, director de fotografia)
- "The Last Beat Movie" (director, productor, guionista)
- "My America...or Honk if You Love Buddha" (productor, director, guionista)
- "The Best Hotel on Skid Row" (productor, director, guionista)
- "Jennifer’s in Jail" (Lifetime Television)
- "Declarations: All Men Are Created Equal?" (productor)
- "What Americans Really Think of the Japanese" (Fujisankei)
- "Yellow Tale Blues"
- "Who Killed Vincent Chin?" (director, productor)

## Altres treballs
Els seus treballs recents inclouen la innovadora sèrie documental de 5 parts de PBS, Asian Americans, que recorre 170 anys d'història asiàtica-americana a través de la lent de la raça, la immigració, la cultura i l'activisme. El seu guardonat documental No Mas Bebés descobreix l'esterilització coercitiva de dones d'origen mexicà al Los Angeles County-USC Medical Center durant les dècades de 1960 i 70, i la demanda de drets civils Landmark que impugnava la pràctica, Madrigal contra Quilligan. Es va estrenar al Festival de Cinema de Los Angeles de 2015 i es va emetre a la sèrie documental de PBS Independent Lens. El projecte curricular transmèdia de Tajima-Peña és Building History 3.0, una exploració interactiva de l'empresonament de japonesos estatunidencs durant la Segona Guerra Mundial mitjançant el videojoc en línia Minecraft.